# سونيك آند سيجا أول-ستارز ريسينغ
سونيك أند سيجا أول-ستارز رايسنك (بالإنجليزية: Sonic & SEGA All-Stars Racing؛ باليابانية: ソニックとセガオールスターレーシング (سونيككو تو سيجا أورو سوتاري شنجو) هي لعبة سباق التي يتم تطويرها للأنظمة وي ، و إكس بوكس 360 ، و بلاي ستيشن 3 ، و نينتندو دي إس ، و مايكروسوفت ويندوز ، واللعبة أيضاً تضم شخصيات من كل كون القنفذ سونيك وغيرها من امتيازات سيجا. سوف تنشر العبة من قبل شركة سيجا، وهي من تطوير شركة سومو ديجيتل المقر في المملكة المتحدة. في 28 مايو ، 2009 قد أعلن بأن اللعبة سوف تصدر في عام 2010.
وكانت المباراة في معرض E3 2009 ، وكذلك كان لها وجود في سان دييغو فكاهية الاشتراكات - 2009 ، غير أن أية معلومات جديدة تكشف.

## تعدد اللاعبين
اللعبة تضم شخصيات سيجا مثل سونيك القنفذ
- القنفذ سونيك
- تيلز
- د. إغمان
- آيمي روز
- النّضناض ناكلز
- القنفذ شادو
- القط بيغ
- بيلي هاتشر
- AiAi from Super Monkey Ball
- Amigo from Samba de Amigo
- أليكس كيد
- Jacky Bryant and Akira Yuki من لعبة فيرتشوا فايتر
- Ryo Hazuki من لعبة شينمو
- Mobo and Robo من لعبة بونانزا بروس.